# Friedrich Drexler
Friedrich Drexler (* 8. Januar 1858 in Wien; † 21. Oktober 1945 in Wien) war ein österreichischer Elektrotechniker.
Der Sohn des Hof- und Gerichts-Advokaten Josef Drexler und seiner Frau Adelheid studierte 1874 bis 1879 Maschinenbau an der Technischen Hochschule Wien und arbeitete dann zwei Jahre bei der belgischen Maschinenbauanstalt Cockerill und ein weiteres bei der Brush-Gesellschaft in London.
1882 trat er in seiner Heimatstadt in die Firma Béla Egger, wo er zwei Jahre darauf zum Chefkonstrukteur aufstieg. 1884 ersann er ein universelles Strom-Messinstrument, das er in Anspielung auf seinen Nachnamen (vgl. Drechsler) auf den Namen Dreheisen-Messwerk taufte. Wie er auf einem Vortrag im April 1886 berichtete, maß man in der Vergangenheit „höchstens die Tourenzahl der Dynamos“, die er ab 1885 als einer der ersten in Österreich baute. 1886 arbeitete er zusammen mit Oberingenieur Adolf Ritter von Wettstein und Ingenieur Oscar Dittmar, der auch ein Amperemeter entwickelt hatte.
1888 erörterte er mit dem Elektrotechnischen Verein die für Leitungsdrähte maximal zulässigen Stromstärken sowie die „Abmessungen“ von Schmelzsicherungen.
Angesichts dessen, dass sich in den kultivierten Staaten das metrische System eingebürgert hatte, unterbreitete er 1899 den Vorschlag, anstelle der Pferdekraft- oder stärke (PS, mit je 75 Meterkilogramm) den Namen Leistungseinheit oder kurz Einheit für 100 Meterkilogramm einzuführen – und bedauerte, dass der Name Watt für die „Einheit der elektrischen Energie bereits vergriffen“ sei.
1905 ließ er einen elektropneumatischen Relaisapparat patentieren. Ab 1906 modernisierte er große Orgeln und ab April 1939 betreute er für Gebr. Rieger den Orgelbau der Franz-von-Assisi-Kirche. Um 1917 wurde er ihm das Ritterkreuz des Franz Joseph-Ordens verliehen.

## Veröffentlichungen
- Über größere elektrische Kraftübertragungsanlagen